# Magnolia CMS
Magnolia CMS es un sistema de Gestión de Contenidos que persigue la facilidad de uso y la disponibilidad, en virtud de una licencia Open Source (Código Abierto).

La página de edición de la interfaz permite a los editores diseñar el contenido exactamente como aparecería para un visitante del sitio web.
Bajo el capó, Magnolia contiene tecnología Java basada en estándares abiertos para permitir soluciones a la medida. Soporte empresarial y otros servicios están disponibles en todo el mundo por parte del vendedor y de los partners.

Magnolia CMS ha sido desarrollado por Magnolia International Ltd., empresa basada en Basilea, Suiza. Está basado en el estándar JSR-170.

Magnolia CMS 1.0 fue liberado el 15 de noviembre de 2003 por Obinary Ltd

## Historia
Magnolia CMS 2.0 fue liberado el 15 de noviembre de 2003 concentrándose en la facilidad de uso.
Obinary cambió de nombre a Magnolia International Ltd. en septiembre de 2006 para simplificar la comunicación. Para ese entonces, Magnolia CMS había sido descargado más de 150 000 veces.
Magnolia CMS 3.0, fue liberado el 15 de noviembre de 2006, esto marcó el cambio de un producto Open-Source a dos distintos productos con la introducción de Magnolia Edición Enterprise, un producto comercial que añadió además la identificación por medio de LDAP, un gestionario de despliegue de paquetes, un conector JSR-168 y un útil llamado Sitedesigner, que permite la creación de sitios Web completos directamente desde el navegador Web.
Desde la mitad del año 2007, Magnolia ha tenido cobertura por parte de "CMS Watch report", el cual "provee una vista global y comprensiva de los diferentes productos de gestión de contenidos"
Magnolia CMS también tiene cobertura por parte del reporte "Open Source Content Management in Java" de Seth Gottlieb.
En diciembre de 2008, Magnolia lanzó otro nuevo producto: "Magnolia-on-Air -- un gestor de contenidos diseñado específicamente para compañías de difusión de contenido multimedia y para largas organizaciones de manera a gestionar el contenido multimedia existente".
Magnolia CMS fue liberada el 15 de junio de 2009. Esta versión se ha focalizado en la facilidad de uso, introduciendo un lenguaje de plantillas en FreeMarker, así como el nuevo y mejorado Standard Templating Kit, el cual viene ahora con una sofisticada lógica para exhibir eventos, calendarios, foros, glosarios, preguntas frecuentes (FAQ), anuncios con varias imágenes, nubes de categorías, fusión de flujos RSS y más. Magnolia 4.1 también viene con nuevas funcionalidades como el soporte para Contenido Generado por el Usuario (UGC), un motor de transformación de imágenes, y una gestión de Activos Digitales de tipo pluggin (DAM).
Magnolia CMS 4.5 fue liberada en marzo de 2012. Incorporó soporte de sitios móviles y previsualización de contenido móvil, además de interoperabilidad con Microsoft Sharepoint, Alfresco, Photoshop, SAP, Oracle y otros. También incorporó soporte a nuevos estándares enterprise como son CMIS, JCR 2.0, HTML5 y Java 6.0.
Magnolia CMS 5.0 fue liberada el 20 de junio de 2013. Incorpora una nueva interfaz de usuario basada en HTML5 y el toolkit de Vaadin. La nueva interfaz de usuario soporta la edición tanto desde ordenadores de sobremesa/portátiles como desde tabletas. Otras de sus características nuevas incluyen un sistema completamente personalizable, "Apps", "Pulse" para notificaciones en tiempo real, y "Favorites" para definir accesos directos a las funcionalidades del gestor de contenidos En la Conferencia de Magnolia de 2012 se mostró un avance de la versión en la que se pudo ver la edición tanto desde un ordenador común como desde una tableta.
Magnolia CMS 5.2 fue liberada en noviembre de 2013. Esta versión incluye herramientas de migración, una API REST nueva y se ha mejorado el soporte Groovy.

## Cobertura y noticias
Desde mediados de 2007, Magnolia ha sido examinada por CMS Watch.
Es examinada en "Open Source Content Management in Java" de Seth Gottlieb, Content Here
En agosto de 2009, Gartner incluyó a Magnolia dentro de su "Cuadrante Mágico para Gestores de Contenido Web".
En 2013, Magnolia CMS recibió una crítica positiva en Ars Logica's Compass Guide to WCM.

## Módulos
Los módulos ofrecen integración con Spring Framework y Struts, soporte RSS, plantillas estándar, cacheo de datos, backup, y más. Desde febrero de 2012, la web de Magnolia ofrece un listado de más de 50 módulos libres.

## Usuarios
Los usuarios de Magnolia CMS incluyen la US Navy, Scottish Widows, Middle East Broadcasting Center (MBC), Atlassian and the City of Lausanne.
El sitio official de Magnolia CMS tine un directorio de referencias de usuarios: Magnolia CMS References

## Premios
En septiembre de 2010, Magnolia ganó el premio de Código libre Suizo (Swiss Open Source Award) en la categoría de contribución.
En mayo de 2011, el equipo de la editorial Red Herring seleccionó Magnolia para formar parte de los Top 100 Europe.

## Conferencia de Magnolia
La Conferencia inaugural se celebró en Basilea, Suiza, los días 10 y 11 de septiembre de 2009. El evento atrajo a más de 80 participantes. La lista de los ponentes incluía a los fundadores de Magnolia, Pascal Mangold y Boris Kraft así como a David Nüscheler, JSR-170 líder de la especificación (JSR-170 es la tecnología estándar subyacente de Magnolia). Se han escrito blogs sobre el evento, se han publicado fotos en Flickr y las charlas se han transmitido en directo en estreaming en internet
La tercera conferencia de Magnolia se celebró en Basilea, Suiza, los días 4 y 5 de septiembre de 2012.
La cuarta conferencia de Magnolia se celebró en Basilea, Suiza, en septiembre de 2013. Tuvo aproximadamente 200 participantes y se celebró en Pathé Cinema.